# Alonso de Sandoval
Alonso de Sandoval, né le 7 décembre 1576 à Séville (Espagne) et décédé le 25 décembre 1652 à Carthagène des Indes (Colombie), est un prêtre jésuite espagnol, missionnaire en Colombie. Il se consacra à l'évangélisation des esclaves noirs arrivant à Carthagène des Indes  Il est particulièrement connu pour son traité De instauranda Æthiopum salute, contribution majeure pour l’étude de la traite et de la condition des noirs à Carthagène des Indes.

## Biographie
Alonso de Sandoval est né en 1576 à Séville, comme Las Casas. Il suit ses parents qui émigrent au Pérou, où son père est nommé comptable au Trésor royal de Lima. Il étudie au séminaire de San Martín de Lima. Il entre au noviciat de la Compagnie de Jésus le 30 juin 1595, à Lima.
En 1605, il rejoint le collège de la Compagnie de Jésus nouvellement fondé à Carthagène. Il passe le reste de sa vie, sauf un bref séjour à Lima de 1617 à 1619, jusqu'à son décès en 1652, après un travail acharné au « ministerio de los morenos » (comme il l'appelle lui-même), entrepris à partir de 1607 et mené jusqu'à l'épuisement de ses forces.
Il découvre que la plupart des esclaves noirs qui sont débarqués par centaines dans le port de Carthagène ont été baptisés de force avant leur départ sans la moindre instruction religieuse.
L'apostolat qu'il mène auprès d'eux pendant 45 années a permis au Père Sandoval de baptiser personnellement quarante mille noirs[réf. nécessaire].
Avant son départ pour Lima en 1617, il forme le jésuite espagnol Pierre Claver pour prendre sa suite et devient son maître à penser et conseiller.
Lors de son séjour à Lima, il commence à rassembler documentation et bibliographie sur l'Afrique, compilant aussi bien les récits de philosophes antiques que les études d'autres pères jésuites
Il lègue à la postérité un témoignage de valeur scientifique exceptionnelle sur la question de l'esclavage africain de son temps.

## «De instauranda Æthiopum salute»
C'est sans doute lors de son séjour à Lima qu'il commence à écrire son œuvre « Naturaleza, policia sagrada y profana, costumbres y ritos, disciplina y catecismo evangélico de todos etíopes », qu'il achève en 1623.
L'ouvrage est imprimé à Séville en 1627 et fait l'objet d'une deuxième édition de 1647 avec le titre latin « De instauranda Æthiopum salute ».
Le titre comme la façon de concevoir l'ouvrage semblent inspirés par le travail d'un autre jésuite, José de Acosta, auteur de « De procuranda Indorum salute », traité sur l'évangélisation en Amérique avec des considérations sur les peuples autochtones du Pérou, publié à Salamanque en 1589. Dans ce texte, Acosta considère que le succès du missionnaire dépend de sa capacité à être flexible, pragmatique et « adaptable » dans ses rapports avec les futurs convertis. Sandoval suivra l'exemple d'Acosta dans son manuel missionnaire.
Dans les quatre livres du « De instauranda Æthiopum salute », Sandoval expose un état des savoirs historique et géographique sur le monde africain, une description de la souffrance des esclaves avec une admonestation aux propriétaires cruels, un guide pratique pour les missionnaires jésuites, complétés par un appel aux Jésuites pour servir auprès des africains en Amérique.
« De instauranda » est considéré comme l'un des textes les plus importants pour l'ethnographie de l'esclavage africain en Amérique ibérique, avec les œuvres des jésuites Antonio Vieira (1608-1697) et Jorge Benci (1650-1708).

### Éditions
- Alonso de Sandoval, De Instauranda aethiopum salute, Historia de Aetiopia, naturaleza, policia sagrada y profana, costumbres, ritos y catechismo evangélico de todos los aetíopes con que se restaura la salud de sus almas, Madrid, 1647.
- Alonso de Sandoval, De Instauranda aethiopum salute, El mundo de la esclavitud negra in America, préf. Angel Valtierra, Biblioteca de la Presidencia de Colombia, 1956
- Alonso de Sandoval, Un tratado sobre le esclavitud, intro. Enrequita Villa Vilar, Madid, Alianza Universitad, 1987. Recension

### Études
- (es) Eduardo Restrepo, De Instaurandartaure la salud aethiopum salute ; Sobre las editiones et caracteristicas de la obra de Alonso de Sandoval.
- (en) Margaret Olsen, Slavery and Salvation in Colonial Cartagena de Indias. Gainesville, University Press of Florida,2004. Recension
- Jean-Pierre Tardieu, « Du bon usage de la monstruosité : la vision de l'Afrique chez Alonso de Sandoval (1627) », Bulletin Hispanique, no tome 86, n°1-2,‎ 1984, p. 164-178 (lire en ligne)